# Leucochlaena
Leucochlaena is een geslacht van vlinders van de familie Uilen (Noctuidae), uit de onderfamilie Cuculliinae.

## Soorten
- L. aenigma Pinhey, 1968
- L. fallax (Staudinger, 1870)
- L. hirsuta Staudinger, 1891
- L. hörhammeri Wagner, 1931
- L. leucocera Hampson, 1894
- L. muscosa (Staudinger, 1892)
- L. oditis (Hübner, 1822)
- L. seposita Turati, 1921
- L. trinota Herrich-Schäffer, 1854
- L. turatii (Schawerda, 1931)